# Rádio Roquette-Pinto
Rádio Roquette-Pinto é uma emissora de rádio pública brasileira com sede no Rio de Janeiro, capital do estado homônimo. Opera no dial FM, na frequência 94,1 MHz, e é de propriedade do Governo do Estado do Rio de Janeiro, juntamente com a Rádio Roquette Pinto (desativada desde 2003). A FM recebeu a outorga para operação em 29 de maio de 1974. Seus estúdios estão localizados na Avenida Erasmo Braga, no Centro da Cidade. Em 2021, foi inaugurado um novo estúdio no Palácio Guanabara, sede do Governo do Estado do Rio de Janeiro. Sua antena de transmissão FM está no topo do Morro do Sumaré. 

## História
A Rádio Roquette-Pinto foi administrada pelo Governo do Estado do Rio de Janeiro desde 1946, após a doação feita por seu fundador, Edgard Roquette-Pinto. Em 29 de maio de 1974, a emissora recebeu a concessão para operar em frequência modulada (FM). No ano seguinte, a Roquette-Pinto FM foi ao ar com pequenas transmissões em circuito fechado, iniciando suas transmissões abertas apenas na década de 1980. Nesse período, também passou a ser transmitida nas estações do metrô do Rio de Janeiro. 

### Anos de Ouro
A Roquette Pinto FM foi colocada no ar no ano seguinte e fazia somente pequenas transmissões em circuito fechado. Na década de 1980, começa a fazer transmissões abertas. A FM também passou a ser transmitida nas estações do metrô carioca. O auge de sua trajetória foi durante os mandatos de Leonel Brizola, quando possuía programação musical de caráter público e educativo. Em 1992, a Roquette Pinto FM ajustou sua programação para atrair ouvintes da extinta Nacional FM (hoje 93 FM), colocando módulos de músicas MPB, que não durou muito tempo.

### Declínio e Reformulações
O declínio da Roquette Pinto, tanto em AM quanto em FM, começou a partir do governo Marcello Alencar (1995-1998), com a FM ganhando um formato mais popular com programas no estilo das rádios AM (programas falados e transmissões esportivas) e uma seleção musical que incluía samba e pagode. No governo Anthony Garotinho (1999 até abril de 2002), a emissora passou a se chamar FM 94 e intensificou a programação popular, incluindo equipes de funk carioca. Apesar do investimento, a rádio aparecia em último lugar na audiência.
A partir da gestão de Benedita da Silva, a rádio voltou a ser apenas musical, mas mantendo a mesma seleção anterior. Em 2003, passou a se chamar 94 FM (no começo da gestão da governadora Rosinha Garotinho) e teve sua programação unificada com a da Rádio Roquette Pinto em AM - esta que foi desativada posteriormente. Em 2005, a seleção musical sofreu nova mudança e voltou a focar na MPB, e a emissora passou a se chamar Roquette 94 FM. A programação também passou a contar com produções jornalísticas.

### Mudanças Recentes
Com a posse de Sérgio Cabral Filho, em 2007, a emissora teve toda a sua direção trocada e voltou a se chamar Roquette Pinto FM. O novo diretor geral passou a ser o radialista Artur da Távola, substituído em 2008 por Eliana Caruso após seu falecimento. A nova programação passou a contar com programas culturais e educativos, tendo somente programação musical de MPB, Bossa Nova e samba.

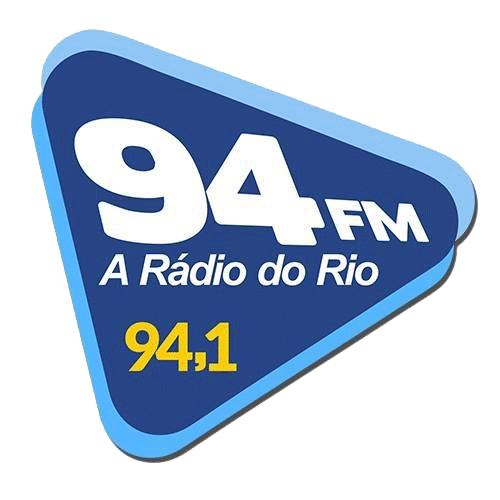
Antiga logo adotada em 2017.

Em 25 de julho de 2017, foi anunciada a troca de presidência da rádio: Eliana Caruso foi substituída pelo radialista Cabeção, ex-FM O Dia. que fez mudanças na programação da emissora, como o Vai Dar Samba, que era aos sábados, passando a ir ao ar de segunda a sexta. Em 31 de agosto de 2017, a emissora passou a se chamar 94 FM novamente.  No mesmo dia, João Estevam reestreia na emissora, comandando o Cidade do Samba.

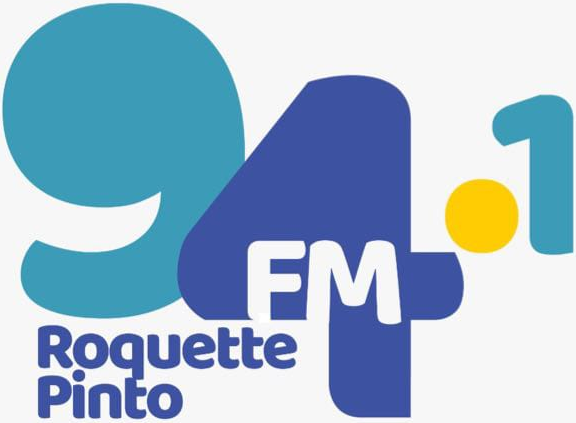
Antiga logo adota em 2019.

Em 12 de abril de 2019, o governador do Estado do Rio de Janeiro, Wilson Witzel, assinou o Decreto nº 46.636, pelo qual retira a estrutura da Rádio Roquete Pinto - RRP (o Decreto redige o nome da rádio com um "t" apenas) da Secretaria de Estado de Cultura e Economia Criativa - SECEC e transfere para a Subsecretaria de Comunicação Social, da Secretaria de Estado da Casa Civil e Governança - SECCG. O Decreto foi publicado no Diário Oficial do Estado do Rio de Janeiro em 15 de abril de 2019.
Em maio de 2019, sob a gestão de Mauro Vasconcelos, conhecido por apresentar o 'Fala Baixada', a rádio alterou sua grade de programação.  O programa 'Vai Dar Samba' voltou a ser transmitido aos sábados e foi integrado a um especial de 24 horas de samba. Nesse novo formato, também retornaram o 'Mesa de Bar' e o 'Charme 94', voltado aos charmeiros. Quatro meses depois, a programação foi novamente modificada. 
Em outubro, sob gestão da jornalista e radialista Cristiane Almeida, a emissora mudou seu reposicionamento e passou a ter cobertura baseada no tripé: jornalismo, esporte e música, tendo no esporte nomes conhecidos do dial carioca e novos talentos, como os narradores Luiz Carlos Silva e Carlos Borges, além dos repórteres Sérgio Américo, Carla Matera, Cassiano Carvalho, entre outros. A emissora contou também com a participação do jornalista William Travassos (ex-RecordTV) e Luiz Nascimento (ex-Super Rádio Tupi). A 94 FM segue ainda a tradição de ampla cobertura no Carnaval do Rio de Janeiro, mantendo diariamente programas voltados ao mundo do samba. A faixa da manhã conta com debates e programação voltada para jornalismo e entretenimento. Na faixa vespertina, a programação é mais voltada para o seguimento da música com interação do departamento de jornalismo.

### Transformação e Recomeço
Em janeiro de 2021, a Rádio Roquette-Pinto retomou seu nome original, encerrando o período em que era conhecida como 94 FM. Essa mudança foi liderada pelo jornalista e historiador Thiago Gomide que assumiu como diretor-presidente da emissora. A ação visava resgatar o legado histórico e cultural da rádio, fundada por Edgard Roquette-Pinto, um dos pioneiros da radiodifusão no Brasil.

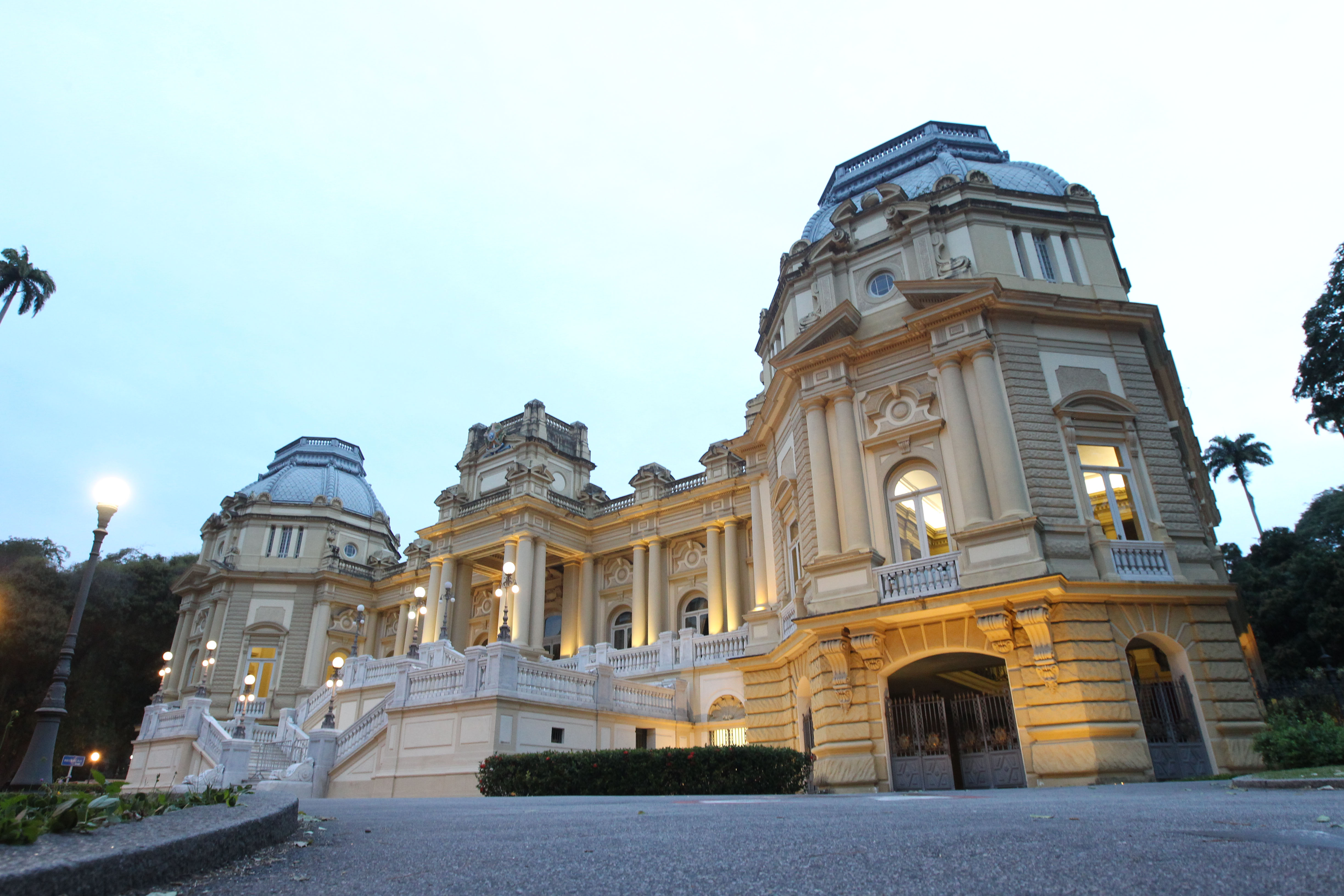
Palácio Guanabara sede da rádio Roquette-Pinto.

A nova gestão implementou um modelo focado na valorização da educação, cultura e inclusão social. Foram criados programas inovadores, como o "Som da Rua", que oferece espaço para músicos de rua se apresentarem, e iniciativas educacionais como a preparação gratuita de estudantes para o Enem, que já demonstraram resultados concretos. Além disso, A rádio estabeleceu parcerias com instituições culturais renomadas, como o Museu da Imagem e do Som, a Escola de Música Villa-Lobos e a Sala Cecília Meireles.
Outro marco importante foi a reinauguração do auditório da emissora, o mais antigo do rádio carioca, revitalizado com recursos limitados e um esforço coletivo. O piano que já foi tocado por Tom Jobim voltou a ser destaque, assim como intervenções artísticas de nomes como Airá “O Crespo”, cujo trabalho transformou a sede da rádio em um ponto turístico "instagramável".
Com essas mudanças, a rádio recuperou sua credibilidade e passou a ser amplamente reconhecida como a "rádio da oportunidade", tornando-se uma plataforma para músicos independentes e pequenos empreendedores. Como parte do processo de renovação, a emissora contratou profissionais de destaque, como Fernando Nogueira, Celma Padilha, Che Oliveira, Ermelinda Rita, Toni Platão, Haroldo Costa , Lula Vieira  , Eliane Benicio e Daniel Penna-Firme, que trouxeram novos programas e ampliaram o alcance da rádio. Essa transformação culminou em importantes conquistas, como várias vitórias na etapa regional do Prêmio Sebrae de Jornalismo e o Prêmio WME Awards de Melhor Radialista, concedido a Nega Gizza em 2022 por sua atuação no programa "A Voz das Periferias". 
Além disso, a Roquette-Pinto deu passos importantes no campo audiovisual, estreando a série "O Rio que dá certo", em parceria com a Rio TV Câmara, e inaugurando um estúdio avançado no Palácio Guanabara, um projeto sonhado há décadas.
Em 25 de janeiro de 2023, o Tribunal Regional Eleitoral do Rio de Janeiro (TRE-RJ) firmou um acordo de cooperação com a rádio Roquette-Pinto para divulgar informações eleitorais. A programação abordará temas como segurança da urna, o papel das mesárias e mesários, voto consciente, regularização do título, entre outros.
O presidente do TRE-RJ, desembargador Elton Leme, destacou a importância de combater a desinformação. Um programa será produzido semanalmente pela Coordenadoria de Comunicação Social do TRE-RJ e transmitido pela Roquette-Pinto sem custos para as partes. O acordo tem validade de dois anos.
Thiago Gomide deixou a direção da rádio Roquette Pinto, sendo substituído por Fernando Nogueira, conforme publicado em uma edição extra do Diário Oficial do estado em 3 de fevereiro de 2023. Durante sua gestão, Gomide resgatou o nome da emissora, antes alterado para "94 FM", e aproximou a rádio de órgãos públicos.

## Prêmios
| Ano  | Prêmio                      | Categoria                      | Trabalho                                                                                        | Representante     | Equipe                            |
| ---- | --------------------------- | ------------------------------ | ----------------------------------------------------------------------------------------------- | ----------------- | --------------------------------- |
| 2021 | Prêmio Sebrae de Jornalismo | Jornalismo em Áudio (1º lugar) | Entrevista com Tião Santos – Lixo Extraordinário                                                | Jorge Ramos       | Alice da Silveira                 |
| 2022 | Prêmio Sebrae de Jornalismo | Jornalismo em Áudio (2º lugar) | Global Experience, Exportando!                                                                  | Claudia Barcellos | Vitória Beatriz                   |
| 2022 | Prêmio Sebrae de Jornalismo | Jornalismo em Áudio (3º lugar) | Entrevista com Ana Brittis, curadora e produtora do projeto 'Olhares Cariocas'                  | Alice Silveira    | Amanda Ferreira                   |
| 2022 | WME Awards                  | Melhor Radialista              | Reconhecimento por sua liderança e trabalho no programa 'A Voz das Periferias'                  | Nega Gizza        | Nega Gizza e Equipe               |
| 2023 | Prêmio Sebrae de Jornalismo | Jornalismo em Áudio (3º lugar) | Matéria: Empresa Concreto Rosa oferece capacitação e empoderamento feminino na construção civil | Camila Grecco     | Camila Grecco e Geórgia Cristhine |